# Emily Tarver
Pour les articles homonymes, voir Emily et Tarver.
Emily Tarver est une actrice de télévision et de cinéma américaine, née le 8 juin 1982 à Houston (Texas).

## Biographie
Emily Tarvers est une actrice américaine née au Texas ; elle est notamment connue pour son rôle de Artesian McCullough dans la série américaine orange is the new black.
Emily Tarver est ouvertement lesbienne. En juillet 2018, elle révèle qu'elle est en couple avec Vicci Martinez, une autre actrice de Orange Is the New Black,.

## Filmographie

### Comme actrice
- 2006 : Fucked (téléfilm) : Blonde Gal
- 2011 : The Big C (série télévisée) : Ms. Conant
- 2011 : Betsy vs. New York (série télévisée)
- 2012 : Damaged Goods (court métrage) : infirmière Kelly
- 2012 : The Kindly Midwesterner (mini-série) : la petite amie
- 2012 : Going Local (court métrage) : Christine
- 2013 : Best Week Ever (série télévisée) (27 épisodes)
- 2014 : The Actress (série télévisée) : l'amie saoul
- 2014 : UCB Comedy Originals (mini-série)
- 2014 : Ready or Knot : Tina
- 2015 : Kitty (court métrage) : Ingrid
- 2015 : 1000 Scenes (mini-série)
- 2015 : Summer & Eve Explain Things (série télévisée)
- 2015 : Black-ish (série télévisée) : Lindsey
- 2015 : Above Average Presents (série télévisée) : Lawyer / Glenda (2 épisodes)
- 2015 : Best Wishes from Millwood (court métrage) : Evelyn
- 2015 : Sisters : Brayla
- 2015 : Donny! (série télévisée) : Pam (6 épisodes)
- 2014-2015 : The Residuals (série télévisée) : Amy Parker (5 épisodes)
- 2017 : Poker Nights (mini-série) : Liz
- 2018 : Myrtle & Willoughby (mini-série) : agent Clinton
- 2016-2018 : Orange Is the New Black (série télévisée) : CO Artesian McCullough (25 épisodes)

### Comme scénariste
- 2015 : Summer & Eve Explain Things (série télévisée)

### Comme productrice
- 2015 : Kitty (court métrage)
- 2015 : Best Wishes from Millwood (court métrage)